# Moraea schaijesiorum
Moraea schaijesiorum är en irisväxtart som beskrevs av Daniel Geerinck. Moraea schaijesiorum ingår i släktet Moraea och familjen irisväxter. Inga underarter finns listade i Catalogue of Life.